# Alkbottle
Alkbottle war eine österreichische Hard-Rock- und Heavy-Metal-Band aus Wien. Viele Lieder handeln von Bier, Alkoholkonsum allgemein bzw. dem resultierenden Rausch. Seit 1995 gibt es auch ein eigenes Alkbottle-Bier.

## Geschichte
Gegründet wurde die Band 1990 von Roman Gregory und Christian Zitta. Zu ihnen stießen der Bassist Marco Billiani und der Schlagzeuger Alex „Mungo“ Brunner.
Bekannt sind Alkbottle auch für eigenwillige Coverversionen im Meidlinger Dialekt, so wurde etwa Thunderstruck von AC/DC zu Fanta Light. Für Blader, Fetter, Lauter & A Bissl Mehr erhielten sie 1994 eine Goldene Schallplatte für mehr als 25.000 verkaufte Einheiten.
1998 verkündeten Alkbottle die Auflösung der Band, Roman Gregory begann danach eine Solo-Karriere. Im Jahr 2001 spielte die Band zwei Konzerte anlässlich des „3 Jahres-Bandauflösungs-Jubiläums“ in Wien und produzierten eine Live-DVD. 2003 nahmen Alkbottle für die CD des Fußballvereins SK Rapid Wien St. Hanappi die Fanhymne You’ll Never Walk Alone auf.
2006 hat sich die Band mit dem neuen Gitarristen Didi Baumgartner wiedervereinigt. Anschließend spielten die „Bottle-Buam“ im Rahmen der „Fett Wia a Christkindl Tour 2007“ unter anderem in Salzburg, Klagenfurt und Wien, wo auch neues Material präsentiert wurde. Im April 2008 wurde das Album Hier regiert der Rock n’ Roll präsentiert.
Nachdem man sich 2007 aufgrund von internen Differenzen von Schlagzeuger Peter Wagner getrennt hatte und Nachfolger Ernst Luttinger nach nur einem Jahr wieder ausgestiegen war, veranstaltete die Band 2009 den „Alkbottle's Next Schlagzeuger“-Contest. Im Rahmen dieses Wettbewerbes konnte sich Christoph „Madull“ Ullmann schlussendlich gegen 7 andere Anwärter durchsetzen. Das Finale fand am 3. Juli 2009 in der Arena Wien statt.
Im Herbst 2010 veröffentlichte Alkbottle eine CD/DVD-Box zum 20-jährigen Jubiläum. Kurz darauf wurde die Band für die Österreichische Vorentscheidung zum Eurovision Song Contest 2011 nominiert. Für diese produzierten Roman Gregory und Marco Billiani ein Promotionvideo, in dem unter anderem Hans Krankl, Toni Polster, die Mannschaft des SK Rapid Wien und Die Vamummtn auftraten.
Am 2. März 2021 gab Roman Gregory auf seiner Facebookseite die endgültige Auflösung von Alkbottle bekannt.

## Diskografie

### Alben
- No Sleep Till Meidling (1993)
- Blader, fetter, lauter & a bissl mehr (1994)
- Wir san auf kana Kinderjausn (1995)
- Live statt nüchtern (1996)
- Trivialkbottle (1997)
- The Last of (Doppel-CD) (1999)
- Live im Zelt 94 (Doppel-CD) (2004)
- Hier regiert der Rock n' Roll (2008)
- 20 Joa in Ö / Fett wia Christkindl (Doppel-CD) (2010)
- S'Ollagrösste & a bissl mehr [Best of (tw. neu eingespielt); 2011]
- Für immer (2012)
- Lager Export  (2013)

### Singles
- Geh scheissn! (1995)
- Fliesenlegen (1995)
- Wir trinken auf Rapid (1997)
- I siech nur di (Promo) (1998)
- 6 Bier (2004)
- Rockstar in Austria (2009)
- Wir san do ned zum Spass (2011)

### DVDs
- 5 nach XII – Lights Out Over Meidling (2002)
- 20 Joa in Ö / Fett wia Christkindl (Doppel-DVD) (2010)